# Europacup II 1983/84
De 24ste editie van de Beker der Bekerwinnaars werd door het Italiaanse Juventus FC gewonnen in de finale tegen het Portugese FC Porto.

## Voorronde
| Team #1          | Tot.  | Team #2         | 1ste wed | 2de wed |
| ---------------- | ----- | --------------- | -------- | ------- |
| Swansea City AFC | 1 - 2 | 1. FC Magdeburg | 1 - 1    | 0 - 1   |

## Eerste ronde
| Team #1                  | Tot.             | Team #2             | 1ste wed | 2de wed |
| ------------------------ | ---------------- | ------------------- | -------- | ------- |
| N.E.C.                   | 2 - 1            | SK Brann            | 1 - 1    | 1 - 0   |
| 1. FC Magdeburg          | 1 - 7            | FC Barcelona        | 1 - 5    | 0 - 2   |
| Mersin İY                | 0 - 1            | Spartak Varna       | 0 - 0    | 0 - 1   |
| Manchester United        | 3 (uitgoals) - 3 | ASVS Dukla Praag    | 1 - 1    | 2 - 2   |
| Hammarby IF              | 5 - 2            | 17 Nëntori Tirana   | 4 - 0    | 1 - 2   |
| Sligo Rovers             | 0 - 4            | Haka Valkeakoski    | 0 - 1    | 0 - 3   |
| Glentoran FC             | 2 - 4            | Paris Saint-Germain | 1 - 2    | 1 - 2   |
| Juventus FC              | 10 - 2           | Lechia Gdańsk       | 7 - 0    | 3 - 2   |
| Valletta FC              | 0 - 18           | Rangers FC          | 0 - 8    | 0 - 10  |
| Dinamo Zagreb            | 2 - 2 (uitgoals) | FC Porto            | 2 - 1    | 0 - 1   |
| B 1901                   | 3 - 9            | Sjachtjor Donetsk   | 1 - 5    | 2 - 4   |
| Servette FC              | 9 - 1            | Avenir Beggen       | 4 - 0    | 5 - 1   |
| AEK Athene               | 3 - 4            | Újpest Dósza        | 2 - 0    | 1 - 4   |
| FC Wacker Innsbruck      | 2- 7             | 1. FC Köln          | 1 - 0    | 1 - 7   |
| Enosis Neon Paralimni FC | 3 - 7            | KSK Beveren         | 2 - 4    | 1 - 3   |
| ÍA Akranes               | 2 - 3            | Aberdeen FC         | 1 - 2    | 1 - 1   |

## Tweede Ronde
| Team #1             | Tot.     | Team #2           | 1ste wed | 2de wed      |
| ------------------- | -------- | ----------------- | -------- | ------------ |
| N.E.C.              | 2 - 5    | FC Barcelona      | 2 - 3    | 0 - 2        |
| Spartak Varna       | 1 - 4    | Manchester United | 1 - 2    | 0 - 2        |
| Hammarby IF         | 2 - 3    | Haka Valkeakoski  | 1 - 1    | 1 - 2 (n.v.) |
| Paris Saint-Germain | 2 - 2(u) | Juventus FC       | 2 - 2    | 0 - 0        |
| Rangers FC          | 2 - 2    | FC Porto          | 2 - 1    | 0 - 1        |
| Sjachtjor Donetsk   | 3 - 1    | Servette FC       | 1 - 0    | 2 - 1        |
| Újpest Dósza        | (u)5 - 5 | 1. FC Köln        | 3 - 1    | 2 - 4        |
| KSK Beveren         | 1 - 4    | Aberdeen FC       | 0 - 0    | 1 - 4        |

## Kwartfinale
| Team #1          | Tot.  | Team #2           | 1ste wed | 2de wed      |
| ---------------- | ----- | ----------------- | -------- | ------------ |
| FC Barcelona     | 2 - 3 | Manchester United | 2 - 0    | 0 - 3        |
| Haka Valkeakoski | 0 - 2 | Juventus FC       | 0 - 1    | 0 - 1        |
| FC Porto         | 4 - 3 | Sjachtjor Donetsk | 3 - 2    | 1 - 1        |
| Újpest Dósza     | 2 - 3 | Aberdeen FC       | 2 - 0    | 0 - 3 (n.v.) |

## Halve Finale
| Team #1           | Tot.  | Team #2     | 1ste wed | 2de wed |
| ----------------- | ----- | ----------- | -------- | ------- |
| Manchester United | 2 - 3 | Juventus FC | 1 - 1    | 1 - 2   |
| FC Porto          | 2 - 0 | Aberdeen FC | 1 - 0    | 1 - 0   |

## Finale
| Team #1     | Uitsl. | Team #2  |
| ----------- | ------ | -------- |
| Juventus FC | 2 - 1  | FC Porto |

St. Jacob Park, Bazel
16 mei 1984

Opkomst: 60 000 toeschouwers

Scheidsrechter:  Prokop

Scorers: 12' Vignola 1-0, 29' Sousa 1-1, 41' Boniek 2-1
Juventus (trainer Giovanni Trapattoni):

Tacconi; Gentile, Brio, Scirea, Cabrini; Tardelli, Bonini, Vignola (Caricola), Platini; Rossi, Boniek

Porto (trainer Pedroto):

Zé Beto; João Pinto, Lima Pereira, Enrico, Eduardo Luís (Costa), Magalhaes (Walsh), Frasco, Pacheco, Sousa; Gomes, Vermelinho